# Spice (Band)
Spice war eine deutsche Funk-Gruppe aus Hannover.
Die Gruppe wird dem Funk zugerechnet, obwohl ihre Musik auch Stilelemente von Soul, Easy Listening und Pop enthält. Sie wurde von Sven Kaiser und Kai Uwe Lipphardt gegründet.
Besonders die Instrumentalstücke wurden als Hintergrund- oder Zwischenmusiken verwendet (z. B. WDR 5 Morgenecho).

## Geschichte
Das Debüt-Album Fred’s Bowling Center erschien 1994, nachdem die Band bereits einige Konzerte, u. a. als Vorgruppe von Maceo Parker (Lord have mercy, what a fonkey band!) und beim MTV European Music Award, sowie in verschiedenen Clubs in Hannover (z. B. „Bad“) gegeben hatte. Vor Erscheinen des zweiten Albums trat die Band aufgrund rechtlicher Probleme mit der Plattenfirma „inkognito“ (Insider wussten Bescheid) unter dem Namen „Ecips“ (Spice rückwärts) im Cafe Glocksee auf und gab ein Konzert, bei dem sie ausschließlich Coversongs spielte. Instrumental wurde u. a. die Titelmelodie der Fernsehserie „Raumpatrouille Orion“ gespielt.
Nach dem Erscheinen des zweiten Albums, Vario bel Air (1996), wurde es, von Live-Auftritten abgesehen, still um die Gruppe, und die Fans mussten bis 2005 warten, bis ein letztes Album mit dem Titel 69 Overdrive erschien. Zu diesem Zeitpunkt war die Band aber schon Geschichte, obwohl die Webseite der Band ein Fortbestehen suggeriert.
Einige Bandmitglieder (Ingo, Margot, Sven, Kai) wirkten ab 2003 an der Produktion „Alice im Wunderland“ (Text: Roland Schimmelpfennig, Musik: Mousse T.) des Schauspielhauses Hannover mit. Sven Kaiser fungierte dabei als Ghostwriter für Mousse T. Sven Kaiser ist als Komponist für Theatermusik tätig am schauspielhannover, Staatsschauspiel Dresden, Deutsches Theater Berlin, Theater Basel sowie den Salzburger Festspielen und schreibt seit 2007 auch Filmmusik, zuletzt für Projekte des Cinema Jenin und den NDR. Sein neues Bandprojekt heißt Astonished Astronauts. Das einzige Album des Projektes ist unveröffentlicht geblieben. Martin taucht unter anderem bei Soulounge auf. Laut HAZ haben Ingo, Sven und Margot an der Scheibe Pictures von Timo Maas mitgewirkt, Martin offenbar an Loud. Kai Uwe Lipphardt dreht Kurzfilme und Werbeclips und hat eine kleine Produktionsfirma (Lenscleaner) in Hannover. Uli Schuster betätigt sich als Fotograf.

## Diskografie

### Alben
- Fred’s Bowling Center (1994; SPV)[8]
- Get high on the music (1995; SPV), 12"
- Some funk (1995, SPV) Mini-CD
- Vario bel Air (1996; SPV)[8]
- Brickhouse (1998; SPV), 12" CDS
- 69 Overdrive (2005[5][8]; SPV)

### Beiträge zu Kompilationen
- SAT 1: Der Norden rockt auf! (1995; SPV), „Funkiest Body in Town“
- Baseline (1996; SPV), „Never let you down again (Radio Edit)“ (Scheibe 2, Lied 14)[8]
- Club Soul City (????; Street Beat Records, N.Y., USA), „Dark End Street“